# Liste der Bodendenkmale in Bad Laer
In der Liste der Bodendenkmale in Bad Laer sind die Bodendenkmale der niedersächsischen Gemeinde Bad Laer aufgeführt. Die Quelle ist der Denkmalatlas Niedersachsen.
- Bitte beachten Sie, dass diese Liste keinen Anspruch auf Vollständigkeit erhebt.
- Die Angaben ersetzen nicht die rechtsverbindliche Auskunft der zuständigen Denkmalschutzbehörde.
- Es sind nur Daten aus dem Denkmalatlas verarbeitet.
- Der Stand der Liste ist der 25. Mai 2025.

Bad Laer im Landkreis Osnabrück

## Allgemein
In den Spalten finden sich folgende Informationen des Bodendenkmales:
| Lage         | geographische Koordinaten                                                           |
| Bezeichnung  | Bezeichnung lt. Denkmalatlas                                                        |
| Beschreibung | Beschreibung lt. Denkmalatlas                                                       |
| ID           | Objekt-ID                                                                           |
| Bild         | Bild, ggf. zusätzlich mit Link zu weiteren Fotos im Medienarchiv Wikimedia Commons. |

## Bad Laer
| Lage                     | Bezeichnung        | Beschreibung | ID       | Bild           |
| ------------------------ | ------------------ | --- | -------- | -------------- |
| 52° 6′ 9″ N, 8° 5′ 20″ O | Laer 1, Kirche     | Die ehemalige Kirchhofsburg hatte eine Grundfläche von ca. 100 × 100 m. Der nördl. Abschluss wird heute markiert von einfacher Bruchsteinmauer von 0,6 m Br. Im W, S und O besteht noch heute eine geschlossene Bebauung mit Wohnhäusern, die tw. noch aus dem 17./18. Jh. stammen, mit mehreren Durchgängen zur Kirche. Im Zentrum liegt der alte Friedhof, nördl. davon die beherrschende Kirche. Reste von ehemaligen Befestigungsanlagen sind obertägig nicht erhalten. | 28970665 | Weitere Bilder |
| 52° 6′ 24″ N, 8° 5′ 6″ O | Laer 7, Steinkreuz | Steinkreuz aus Kalkstein. H. 1,53 m; Br. 0,84 m; D. 0,15 m. Asymmetrisch, zum hohen Kopf unverhältnismäßig kurze und ungleichmäßig lange Arme. Der Kopf ist in der Längsachse etwas verschoben. | 28949118 | BW             |